# 李穆堂
李 穆堂（り ぼくどう、1675年 - 1750年）は、中国清代中期の儒学者。諱は紱（ふつ）、字は巨来、穆堂は号。江西省撫州府臨川県栄山の出身。
当時の清朝において、心学（陽明学）が「実事求是」を旗幟に勢力を伸長させた考証学に押されて昔日の面影なしという状況下で、ひとり心学を標榜して清朝思想界の一角に波紋を投じた、稀な心学者である。

## 著作
全祖望によれば、穆堂の文集として『穆堂類稿』（50巻）、『穆堂続稿』（50巻）、『穆堂別稿』（50巻）の3種類があったとされる。

## 後世の評価
かつて銭穆は、その著『中国近三百年学術史』において1章分を穆堂についての記述に割いた。それは、当代の学術思想上に穆堂が占める位置を認めての措置であったが、以降、今日に至るまで思想家としての穆堂はほとんど黙殺されたままである。

## 穆堂と朱子学
穆堂は朱子学に対して強い不満を抱いており、とりわけ朱熹の格物窮理説に非難の矛先を向けた。晩年には当の朱熹でさえも格物窮理説の過ちに気付いたが、穆堂は学徒をこの窠臼から救出すべく陸王心学に注目した。